# Spomenik NOB in predvojnim žrtvam fašizma, Marezige
Spomenik NOB in predvojnim žrtvam fašizma se nahaja v vasi Marezige, v zaledju Kopra. Spomenik je postavljen v spomin vaščanom, ki so med bojem proti okupatorju izgubili življenje. 15. maja 1921 je v Marezigah izbruhnil upor fašistov, ki so volivcem grozili v primeru, da niso oddali glasu za italijansko nacionalistično stranko. Ob petju fašističnih pesmi so grozili tudi z bombami in samokresi. Metanje bomb in streljanje po množici je spominjalo na teroristični napad italijanskih fašistov. Pobudo nad množico je prevzel domačin Ivan Ivan Babič-Jager, po katerem je danes poimenovana tudi osnovna šola v Marezigah. Ta je vaščane spodbudil v boj z orodji in sredstvi, ki so jim bila na razpolago – tako so se domačini nad fašiste spravili z lopatami, vilami in jih obmetavali s kamenjem. Upor je trajal nekaj dni, medtem ko so fašisti pobijali civiliste in razdejali okoliške vasi.
Danes stoji v centru Marezig spomenik narodnoosvobodilnemu boju, v spomin civilistom in aktivnim vaščanom, ki so se hrabro zoperstavljali fašistom. Na njem najdemo nekaj znanih imen, kot so prej omenjeni Ivan Babič-Jager, Rudolf Bernetič, ki sicer ni sodeloval ali izgubil življenja v uporu, temveč je veljal za enega najbolj aktivnih marežganskih protifašistov, Josip Bonin, Ivan Bonin-Salfatoš in drugi.